# Andrés Hoyl
Andrés Hoyl war ein chilenischer Fußballspieler. Der Defensivspieler absolvierte ein Länderspiel für Chile. 

## Vereinskarriere
Auf Vereinsebene spielte Andrés Hoyl 1910 beim Badminton Football Club aus der Hafenstadt Valparaíso. Mehr ist über seine Vereinskarriere nicht bekannt.

## Nationalmannschaft
Andrés Hoyl debütierte für Chile im ersten Länderspiel überhaupt des Landes. Im Freundschaftsspiel gegen Argentinien am 27. Mai 1910 verlor die La Roja mit 1:3. Es blieb das einzige Länderspiel des Defensivakteurs.